# Ermita de Nuestra Señora de Alcamé
La ermita de Nuestra Señora de Alcamé es un templo católico en el margen izquierdo del río Tajo, dentro del municipio de Vila Franca de Xira en el distrito de Lisboa (Portugal). Obra de José Manuel de Carvalho e Negreiros, su construcción fue ordenada en 1746 por el primer patriarca de Lisboa, Tomás de Almeida, y continuó hasta alrededor de 1755.

## Historia
La ermita fue construida en medio de tierras de cultivo destinadas al pastoreo de ganado, así como a la producción de forrajes, maíz y arroz. Es probable que se construyera para que los agricultores y trabajadores agrícolas pudieran asistir a misa en días festivos, ya que las iglesias urbanas eran inaccesibles. Al mismo tiempo, proporcionaba un lugar seguro al que estos trabajadores podían acudir cuando la zona se veía afectada por inundaciones. Su importancia disminuyó con la mecanización de la agricultura, lo que hizo que la explotación a pequeña escala perdiera competitividad.
El nombre de Alcamé se cree que proviene del árabe-marroquí «achmé», que significa trigo, reflejando lo que se cultivaba en la zona en el momento de su establecimiento. La iglesia es de estilo barroco y de considerable tamaño para ser construida en una zona despoblada. Tiene una sola nave y una capilla mayor a la misma altura, junto con un campanario. Es similar a su contemporánea, la ermita de San José, que también se encuentra en Lezíria y fue probablemente diseñada por el mismo arquitecto. En 1983, la iglesia fue profanada y desapareció la imagen original de Nuestra Señora de la Concepción y un retablo dorado.

## Peregrinación
A partir del siglo XIX, la ermita se convirtió en un importante lugar de peregrinación como resultado de una leyenda que decía que un agricultor se salvó de la mordedura de una serpiente invocando a la Virgen María, que cerró la boca de la serpiente con una manzana. Las peregrinaciones cesaron durante algún tiempo, pero comenzaron de nuevo en la década de 1940 hasta 1973, para luego reiniciarse en 2000. Los peregrinos suelen viajar en barco desde Vila Franca de Xira, en el margen derecho del Tajo, hasta la ermita en el lado izquierdo. La romería desde Vila Franca de Xira se celebra cada 10 de junio y recrea la cultura campesina original de la llanura, con la imagen de la Virgen en un carro tirado por bueyes.